# Дуглас, Пол (боксёр)
Пол Дуглас (англ. Paul Douglas; род. 2 мая 1964, Белфаст) — североирландский боксёр, участник летних Олимпийских игр (1992).

## Биография
Родился 2 мая 1964 года в Белфасте, Северная Ирландия, Великобритания, где и начал увлекаться любительским боксом.
В 1992 году представлял свою страну на боксёрском турнире летних Олимпийских игр в Барселоне в тяжёлой весовой категории, где оказался на пятой строчке в списке лучших бойцов, не заняв призового места.